# Rinbung
| Tibetische Bezeichnung                     |
| ------------------------------------------ |
| Tibetische Schrift: རིན་སྤུངས་རྫོང་             |
| Wylie-Transliteration: rin spungs rdzong   |
| Offizielle Transkription der VRCh: Rinbung |
| Chinesische Bezeichnung                    |
| Vereinfacht: 仁布县                        |
| Pinyin:Rénbù Xiàn                          |

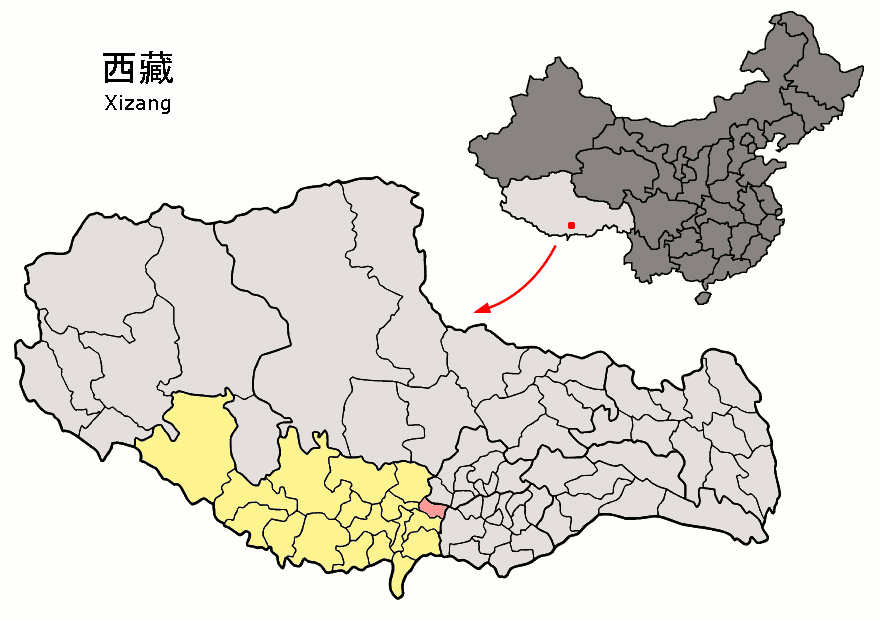
Lage des Kreises Rinbung (rosa) im Verwaltungsgebiet der Stadt Xigazê (gelb)

Rinbung, auch: Rinpung, ist ein Kreis im Osten der bezirksfreien Stadt Xigazê im Autonomen Gebiet Tibet der Volksrepublik China. Er hat eine Fläche von 2121 km² und 33.530 Einwohner (Stand: Zensus 2020). Ende 2007 zählte Rinbung 31.288 Einwohner.

## Administrative Gliederung
Auf Gemeindeebene setzt sich der Kreis aus einer Großgemeinden und acht Gemeinden zusammen. Diese sind (amtliche Schreibweise / Chinesisch):
- Großgemeinde  Dê'gyiling (德吉林镇), Sitz der Kreisregierung;
- Gemeinde Chagba (查巴乡);
- Gemeinde Kangxung (康雄乡);
- Gemeinde Moin (母乡);
- Gemeinde Partang (帕当乡);
- Gemeinde Pusum (普松乡);
- Gemeinde Qewa (切娃乡);
- Gemeinde Ramba (然巴乡);
- Gemeinde Rinbung (仁布乡).